# The Revenant: Legenda lui Hugh Glass
The Revenant: Legenda lui Hugh Glass (titlu original: The Revenant) este un film american western biografic de aventură din 2015 regizat de Alejandro G. Iñárritu. Rolurile principale au fost interpretate de actorii Leonardo DiCaprio,  Tom Hardy,  Domhnall Gleeson și  Will Poulter. Scenariul este bazat pe un roman omonim de Michael Punke. A câștigat Premiul Globul de Aur pentru cel mai bun film dramatic în 2016. Este nominalizat la Premiul Oscar pentru cel mai bun film.

## Prezentare
Într-o expediție din anii 1820 într-o zonă neexplorată americană, o echipă de vânători este atacată de indieni. Supraviețuitorii fug conduși de legendarul Hugh Glass (Leonardo DiCaprio). La un moment dat, după ce părăsesc cursul apei și se afundă în pădure, Glass este brutal atacat de un urs grizzly. Glass este la un pas de moarte și mai mult încurcă fuga grupului de vânători. Urmăriți de indieni, conducătorul acestora Cpt. Andrew Henry hotărăște ca John Fitzgerald, Hawk și Bridger să rămână în urmă ca să aibă grijă de Hugh Glass și să-l îngroape creștinește. John Fitzgerald îl ucide pe Hawk, fiul lui Glass, și-l păcălește pe Bridger spunându-i că se apropie indienii. Cei doi pleacă și Hugh Glass rămâne singur în pustietate unde îndură dureri de neimaginat. Dornic de răzbunare, Hugh Glass trebuie să supraviețuiască  în mijlocul zăpezii, fără mâncare, fără arme și cu răni mortale.

## Distribuție
- Leonardo DiCaprio ca Hugh Glass, protagonistul lăsat să moară de către colegii lui vânători
- Tom Hardy ca John Fitzgerald, un antagonist principal
- Domhnall Gleeson este Cpt. Andrew Henry, conducătorul grupului de vânători.
- Will Poulter ca Jim Bridger[7]
- Forrest Goodluck ca Hawk, fiul lui Glass
- Paul Anderson ca Anderson
- Brendan Fletcher ca Fryman
- Kristoffer Joner ca Murphy
- Brad Carter ca Johnnie
- Lukas Haas ca Jones[8][9]